# Partido Independiente (Uruguay)
El Partido Independiente (PI) es un partido político uruguayo situado entre el centro y la centroizquierda del espectro político. Fundado en 2002 como una escisión del Nuevo Espacio, obtuvo por primera vez representación parlamentaria en las elecciones generales de 2004, inicialmente la Cámara de Representantes, y luego también en la Cámara de Senadores.

## Orígenes
El Partido Independiente se fundó en noviembre de 2002. Nació como resultado de una escisión del Nuevo Espacio debido a que un grupo de dirigentes y legisladores estuvieron en desacuerdo con la alianza que ese partido se aprestaba a celebrar con el Frente Amplio, de cara a las elecciones nacionales de 2004. Conformó la coalición La Alternativa Sus fundadores afirmaron que el objetivo del Partido Independiente era el de mantener un cuarto espacio dentro del sistema político uruguayo, erigiéndose como una alternativa de centroizquierda y socialdemócrata al Frente Amplio y a los partidos históricos Colorado y Nacional. Se nutrió de dos vertientes originadas en el Nuevo Espacio y el Partido Demócrata Cristiano del Uruguay.
En 2008, al Partido Independiente se incorporó el «Movimiento de los Comunes», que formaba parte de la Unión Cívica, partido que hizo un acuerdo con el Partido Nacional.

## Ideología
En su seno coexisten posturas socialdemócratas, lideradas por el diputado Iván Posada, y demócrata-cristianas lideradas por Pablo Mieres. Este último y varios otros integrantes de esta agrupación han planteado que el partido se ubica en la centroizquierda del espectro político, aunque según una encuesta del año 2009, la población uruguaya mayoritariamente lo identifica políticamente como de centro o centro-derecha; no obstante, este posicionamiento podría estar cambiando a la hora actual, a juzgar por los resultados de una encuesta que mide las preferencias partidarias de la población uruguaya al momento presente, y en su comparación con las expresadas el 26 de octubre de 2014.

## Resultados electorales

### Elecciones de 2004
En las elecciones generales del 2004, el Partido Independiente obtuvo un 1.84% de los votos, obteniendo un escaño en la Cámara de Representantes, el cual entonces fue ocupado por Iván Posada. En esas elecciones el partido no obtuvo ningún escaño en el Senado. Es el cuarto partido de Uruguay por cantidad de votos, y el más pequeño con representación parlamentaria. El candidato a la presidencia en esas elecciones fue Pablo Mieres, quien también se postulaba para el Senado, posición a la cual no pudo acceder en ese momento.

### Elecciones de 2009
En las elecciones de octubre de 2009, el Partido Independiente volvió a postular la fórmula Pablo Mieres - Iván Posada. El partido entonces obtuvo 57 360 votos en todo el país, lo que representó el 2,49% de los votos emitidos. Así, logró duplicar la representación en la Cámara de Representantes obteniendo dos diputados, aunque los votos no le fueron suficientes para también obtener una banca en la Cámara de Senadores.
En esta oportunidad y además de Iván Posada (reelecto por el departamento de Montevideo), también resultó elegido como diputado por el departamento de Canelones el doctor Daniel Radío, fundador del Partido Independiente, quien se iniciara a la vida política en el PDC, llegando a ocupar cargos de relevancia en ese partido y en la JUDCA, organización que nuclea a las juventudes políticas de origen demócrata cristiano, donde ocupó el cargo de Secretario General.

### Elecciones de 2014
En el año 2013 Conrado Ramos se incorporó al Partido Independiente, especialista en ciencia política que ocupó el cargo de subdirector de la Oficina de Planeamiento y Presupuesto (OPP) durante el gobierno de Tabaré Vázquez. Ramos integró la fórmula presidencial acompañando a Pablo Mieres para las elecciones del 2014.
Tras estos comicios, el Partido Independiente manifestó un nuevo crecimiento, obteniendo 73.379 sufragios, un 3,09 % del porcentaje total, resultado que permitieron al partido obtener tres diputados (Iván Posada, Daniel Radío, y Heriberto Sosa, en representación respectiva de los departamentos de Montevideo, Canelones, y Maldonado), y asimismo, un escaño en la Cámara de Senadores, el que fue ocupado por Pablo Mieres.

### Elecciones de 2019
En la Convención Nacional de marzo de 2019 se aprobó el Programa Partidario para el período de gobierno 2020-25, coordinado por el economista Marcel Vaillant, y se ratificó el camino de una presencia electoral propia, proclamando a Pablo Mieres nuevamente como candidato presidencial y al Senado.
En la Convención Nacional de julio de 2019 se elige a la periodista y escritora Mónica Bottero como compañera de fórmula de Mieres para las elecciones de octubre.
Los resultados electorales alcanzados en octubre de 2019 representaron un importante retroceso electoral para el Partido que redujo su caudal electoral al 1 % y su bancada parlamentaria a un diputado: Iván Posada renueva su banca en la Cámara de Diputados como Representante Nacional por Montevideo.
De cara al balotaje de noviembre de 2019, el Partido Independiente en su Junta Federal reunida el 4 de noviembre, como resultado de un acuerdo programático con el candidato presidencial Luis Lacalle Pou, asume el compromiso de apoyar a este candidato en la Segunda Vuelta Presidencial.
En el mismo sentido, dos días después, el Partido Independiente firma el documento programático «Compromiso con el País», para integrar la Coalición Republicana, integrada también por el Partido Nacional, Partido Colorado, Partido de la Gente y Cabildo Abierto.

### Elecciones de 2024
Para las elecciones generales de 2024 el Partido Independiente presentó la fórmula de Pablo Mieres a la presidencia y Mónica Bottero a la vicepresidencia. El partido obtuvo 41 618 votos, lo que represenó el 1,7% de los votos totales. Esto les permitió contar con un escaño en la cámara de representantes que fue asumido por Gerardo Sotelo.
Para el balotaje que enfrentaba a Yamandú Orsi por el Frente Amplio y a Álvaro Delgado por el Partido Nacional, el Partido Independiente apoyo a Delgado por tratarse de un miembro de la Coalición Republicana. Finalmente Orsi fue electo presidente.

## Grupos políticos que han integrado al Partido Independiente

### Listas electorales
| Lista        | Líder               | Partido/Grupo           |
| ------------ | ------------------- | ----------------------- |
| Lista 9009   | José Pablo Franzini | Agrupación Avanza País  |
| Lista 909    | Pablo Mieres        | Cambiar se puede        |
| Lista 144000 | Ofelia Gillespie    | Movimiento Pro Ecología |